# 沃尔特号战列舰
沃尔特号战列舰为德意志帝国海军于19世纪90年代初所建造四艘勃兰登堡级战列舰的二号舰，是为纪念1870年普法战争中的沃尔特之战胜利而命名。它是德国首批前无畏舰之一，同级姊妹舰还包括有勃兰登堡号、魏森堡号和腓特烈·威廉选帝侯号；而在此之前，海军的主力舰仅有岸防舰和铁甲巡防舰。该舰于1890年5月在基尔的日耳曼尼亚船厂开始龙骨架设，1892年8月6日下水，至1893年10月31日交付使用。其安装在三座双联装炮塔内的六门大口径主炮在当时是独一无二的，因同期外国海军的标准配置仅为四门。
沃尔特号于入列后的头十年都在主舰队服役，参加和平时期常规的例行训练巡航和演练。1900年，它作为德国海军远征部队的一份子，前往中国镇压义和团运动；但当舰队到达时，北京之困已经解除，该舰在华几乎没有参与任何直接行动。1906年，随着更新、更强大的舰艇取代勃兰登堡级成为前线战列舰，沃尔特号被列入预备役。第一次世界大战爆发后，陈旧的沃尔特号在战争的头两年曾作为岸防舰在德意志帝国海军发挥了有限的作用，但没有任何交战。到1916年，该舰进一步降格充当宿营船，并担任此职直至战争结束。尽管有计划在战后将其改造为一艘货船，但沃尔特号最终还是于1919年在但泽拆解报废。

## 设计

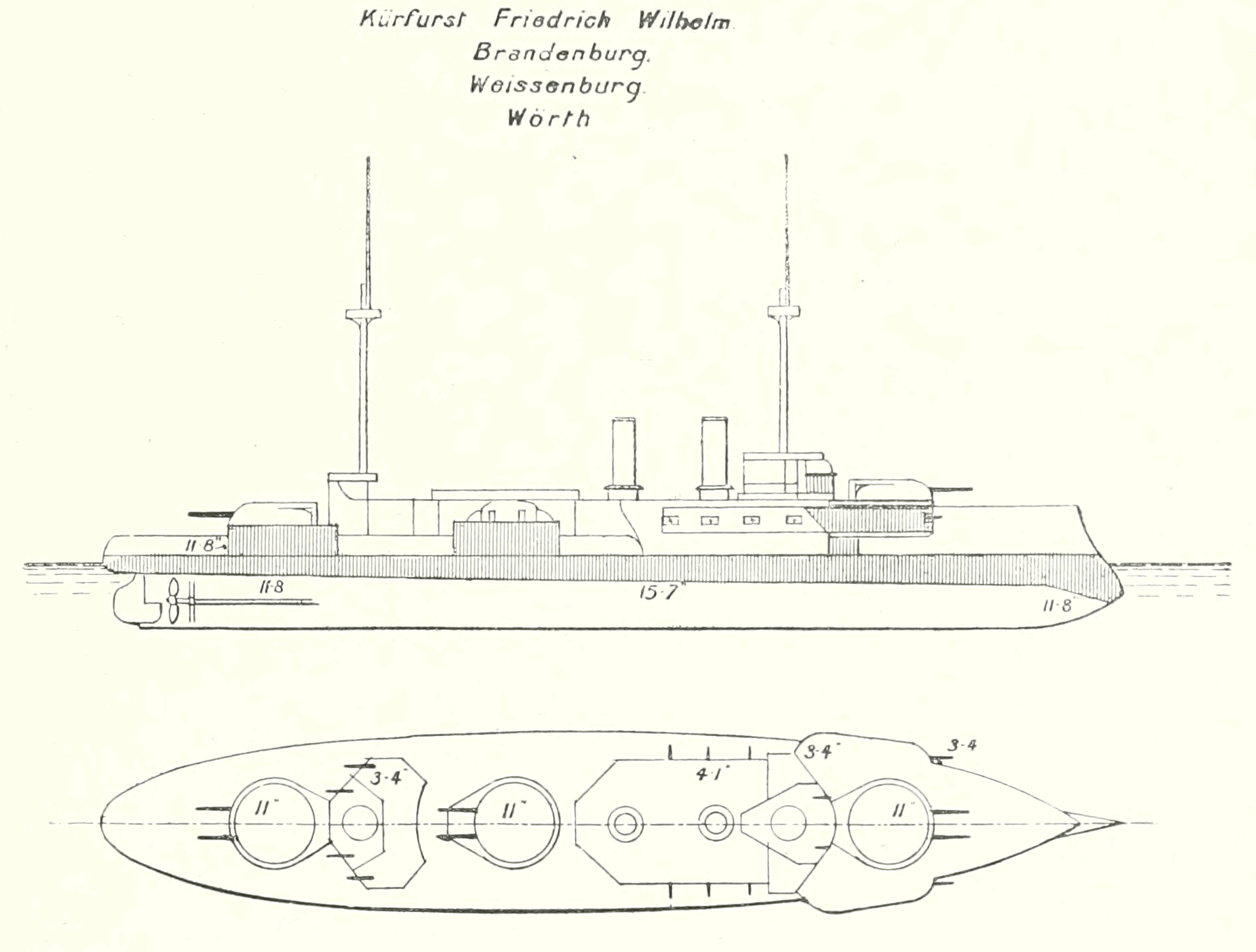
勃兰登堡级舰只线条画

沃尔特号是四艘勃兰登堡级战列舰的二号舰，也是德意志帝国海军的首批前无畏战列舰之一。在威廉二世于1888年6月加冕德意志皇帝之前，帝国海军的主要目标是保卫德国的海岸线，时任帝国海军部部长的列奥·冯·卡普里维于1880年代便为此订购了许多岸防舰。1888年8月，对海军事务有浓厚兴趣的德皇威廉二世任命海军中将亚历山大·冯·蒙茨接替了卡普里维，并指示他将四艘战列舰纳入1889－1890年度的海军预算。与前任所强调的岸防战略相比，蒙茨更倾向于组建战列舰队，他取消了由卡普里维授权建造的最后四艘岸防舰，转而订购四艘万吨级的战列舰。尽管它们是德国的第一款现代战列舰，为提尔皮茨时代的公海舰队奠定了基础，但这批舰只仅是作为常规造舰计划的一部分而授权，反映了19世纪80年代由绿水学派等理论引起的战略和战术混乱。
沃尔特号的水线长度和全长分别为113.9米和115.7米，有19.5米（加装防鱼雷网后为19.74米）的舷宽，以及7.6米的前吃水和7.9米的后吃水。舰只设计的标准排水量为10,013吨，满载排水量则可达10,670吨。其推进是通过两台三缸立式三胀蒸汽机以驱动三副直径为5米的三叶螺旋桨来实现。蒸汽由十二台燃煤横向筒形锅炉供应，并通过两具烟囱排放。推进装置的额定功率为10,228匹指示馬力（7,627千瓦特），最高速度达16.9節（31.3每小時），并能够以10節（19每小時）的速度续航4,300海里（8,000）。其标准船员编制为38名军官及530名士兵。
该舰的主炮数量在当时是不同寻常的，因为它在三座双联装炮塔中架设了六门重炮，而非同时代战列舰典型的四门主炮。其中艏部和艉部炮塔的炮管长度为40倍径，舯部炮塔则安装有较短的35倍径炮管，以便能够满足炮塔的旋转要求。副炮则由八门105毫米35倍径速射炮和八门88毫米30倍径速射炮组成，全数安装在炮廓内。武器套件中还有六具450毫米鱼雷发射管，均布置于舰体水上部分的旋转支架上。尽管主炮较当时外国的主力舰更重，但与其它战列舰相比，勃兰登堡级舰只的副炮被视为弱项。
勃兰登堡号受到复合装甲的保护。其装甲带在中央堡垒的部分达到400毫米厚，用于保护弹药舱及轮机舱。装甲甲板的厚度为60毫米。而主炮塔的炮座则以300毫米厚的的装甲板覆盖。

## 服役历史

### 建造至1895年
作为同级的二号舰，沃尔特号是根据合同代号“B”表示新增编入舰队的单位进行订购，并于1890年5月在基尔的日耳曼尼亚船厂开始铺设龙骨。其初始工程进度为全部四艘同级舰中最慢；致使舰体直至1892年8月6日才下水，较另外三艘姊妹舰晚了八个多月。在下水仪式上，维多利亚公主作为德皇威廉二世的胞妹，主持为舰只命名。其后的舾装工程则进展迅速，并于1893年10月31日交付使用，成为首艘投入运用的同级舰。广泛的海试紧随其后进行，一直持续至1894年4月。在此期间，它曾被临时编入秋季练习舰队（Herbst-Übungsflotte，即公海舰队的早期形式）的第二分舰队，以取代因蒸汽阀爆炸而受损的姊妹舰勃兰登堡号。1894年8月1日，沃尔特号被指派为练习舰队的旗舰参加年度秋季演习，受海军上将马克斯·冯·德·戈尔茨指挥。戈尔茨及其幕僚于8月19日登上这艘新战列舰，其中便包括当时的海军上校阿尔弗雷德·冯·提尔皮茨。演习在北海和波罗的海举行，临近结束时，德皇威廉二世也于9月21日登舰并检阅了舰队。

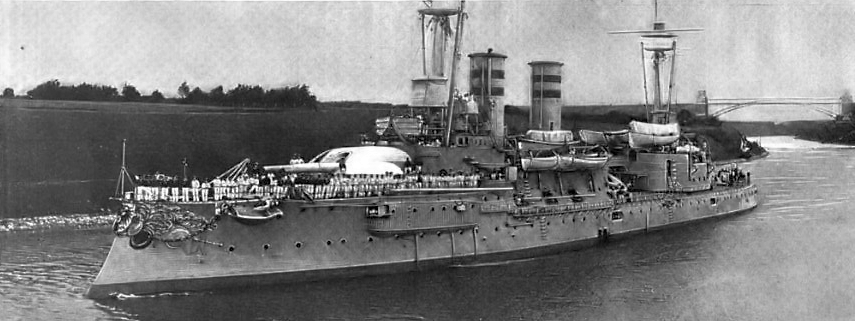
沃尔特号于威廉皇帝运河

在这一时期，沃尔特号的舰长为威廉二世的胞弟——海因里希亲王；弗朗茨·冯·希佩尔则于1894年登舰担任值更官，他是第一次世界大战期间德国战列巡洋分舰队的指挥官，后来又成为整个公海舰队的总司令。11月1日，俄国沙皇亚历山大三世驾崩，威廉二世原本计划派其胞弟代表德国率旗舰前往圣彼得堡出席丧礼。但时任驻俄大使贝恩哈德·冯·韦尔德将军指出，派遣一艘以普法战争中沃尔特之战命名的军舰会激怒法国代表团，考虑到最近缔结的法俄同盟，这是不明智的。威廉二世对此表示同意，因此海因里希亲王只得搭乘火车参加丧礼。在姊妹舰腓特烈·威廉选帝侯号入役后，它取代了沃尔特号成为舰队旗舰。此后，沃尔特号被分配至第一分舰队，进而取代老旧的铁甲舰德国号。
沃尔特号随分舰队余部出席了1894年12月3日在基尔举行的威廉皇帝运河开凿仪式。分舰队随后开始在波罗的海开展冬季训练巡航；这是德国舰队首次进行这样的巡航。而在往年，舰队大部都会在冬季停运。12月7日至11日，在瑞典国王古斯塔夫二世·阿道夫诞辰300周年之际，第一分舰队锚泊在斯德哥尔摩。它们随后在波罗的海进行了进一步的操练，进而驶回母港接受定期保养。沃尔特号曾于12月19日到1895年3月27日期间恢复担任舰队旗舰的旧职责，因当时腓特烈·威廉选帝侯号尚在旱坞内维修。1895年初，该舰开始进行单舰和分舰队训练。5月，舰队在波罗的海西部进行了更多的机动训练，并以到访奥克尼群岛的柯克沃尔作为终结。舰队于6月初返回基尔，为威廉皇帝运河的通航作准备。在通航仪式上，它们于基尔湾向外国代表团展示了战术训练。
7月1日，练习舰队展开深入大西洋的大规模巡航；在8月初的回程途中，它们至怀特岛停靠，以出席考斯帆船周。8月6日，威廉二世在那里举行了沃尔特号同名战役胜利25周年的纪念仪式，此举遭到英国媒体的尖锐批评。舰队于8月10日返回威廉港，开始为将于当月下旬开始的秋季演习做准备。首场演练于8月25日在黑尔戈兰湾开始。然后，舰队穿越斯卡格拉克海峡驶向波罗的海；强烈暴风雨对许多舰艇造成重大伤害，其中S-41号鱼雷艇在风暴中倾覆，仅三人获救。舰队随即在基尔短暂停留，然后前往卡特加特海峡和大贝尔特海峡开展包括实弹射击在内的演练。主要演练自9月7日开始，内容为从基尔向波罗的海东部实施模拟攻击。后续的演习则在波美拉尼亚沿岸和但泽湾完成。9月14日，威廉二世在耶尔斯赫夫特检阅舰队，宣告演习结束。

### 1896－1900年

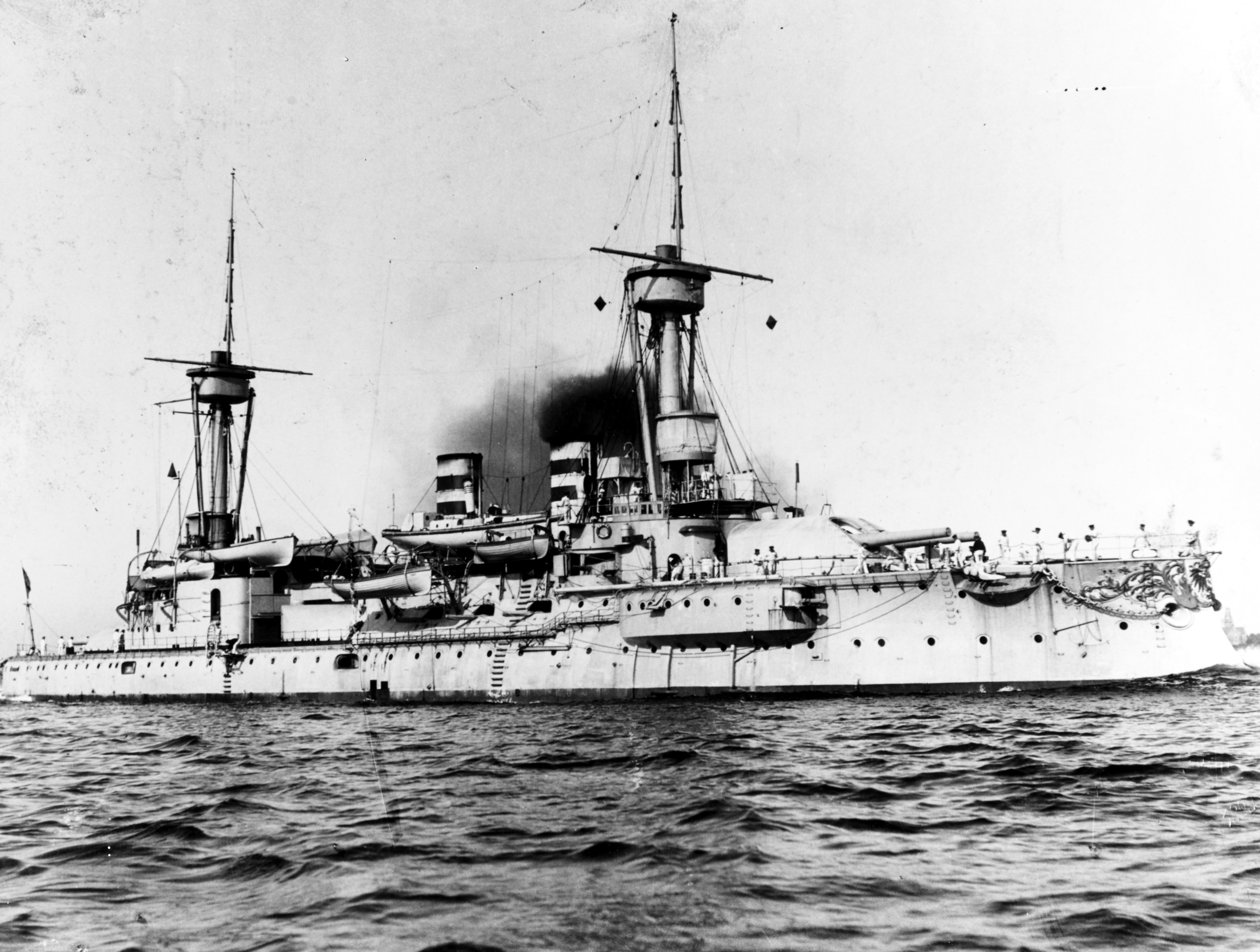
1899年的沃尔特号

1896年的训练模式与前一年大致相同。单舰训练于4月进行，随后于4月底至5月初在北海进行分舰队训练，其中包括出访荷兰港口弗利辛恩和纽维迪普。额外的演练从5月下旬持续至7月下旬，分舰队进一步驶向北海北部，并频繁进入挪威水域。5月11日至18日，这些舰只造访了卑尔根。在训练期间，威廉二世陪同到访的中国直隶总督李鸿章于基尔附近视察了舰队。8月9日，练习舰队在威廉港集结以进行每年一度的秋季舰队演习。接下来的一个月，俄国沙皇尼古拉二世在基尔访问了舰队，并于9月8日登上沃尔特号。在射击演练期间，舰只凭借卓越的精准度而赢得第一分舰队的“凯撒射术奖”（Kaiser's Schießpreis）。
沃尔特号及舰队余部于1897年上半年都遵循常规的例行单独和分舰队训练模式。6月，该舰还代表德国参加了为庆祝英国女王维多利亚登基钻禧而举行的海上阅兵。传统的训练进程于8月初中断，当时威廉二世携皇后奥古斯塔·维多莉亚前往喀琅施塔得出访俄国皇室；而第一分舰队的两个支队都奉命陪同德皇伉俪。它们于8月15日返抵但泽的诺伊法瓦泽，并在那里加入舰队余部参加年度秋季演习。演习于9月22日在威廉港结束。12月初，第一支队在卡特加特和斯卡格拉克海峡开展机动演练，但因船员短缺而缩短了进程。
1898年上半年，舰队波澜不惊地完成了例行的单舰和舰队训练，并且加入了出访不列颠群岛的行程，期间分别在皇后镇、格里诺克和柯克沃尔停留。它们于8月14日在基尔集结，参加年度的秋季演习。演习内容包括对梅克伦堡沿岸实施模拟封锁，以及在但泽湾与假想敌“东方舰队”交锋。当返回基尔的途中，舰队遭到一场强烈的风暴侵袭，造成大量舰艇严重受损，并致使S-58号鱼雷艇沉没。舰队转而经行威廉皇帝运河，继续在北海完成既定任务。演习于9月17日在威廉港结束。12月，第一支队在埃肯弗德湾进行炮术和鱼雷训练，随后至卡特加特海峡和斯卡格拉克海峡进行支队训练。在此期间，该支队于12月9日至13日到访了瑞典的孔斯巴卡。返回基尔后，第一支队的舰只全数进入船坞接受冬季保养。
1899年11月25日，沃尔特号在埃肯弗德湾进行炮术训练期间不慎撞上了一块暗礁。这导致舰体被撕开了一个6.7米宽的孔洞，并淹没了三个水密舱室。舰只遂被送往威廉港进行维修。但在开始维修之前，必须卸下大约500吨煤来减轻舰身的重量。其右舷的孔洞被钉上临时钢板，而左舷的船体板必须重新铆接。维修工程从1899年12月持续到1900年2月；因此该舰无法参加第一分舰队例行的冬季训练巡航。

### 义和团运动
在1900年的义和团运动期间，中国的民族主义者围攻北京的外国公使馆，并杀害了德国特命全权公使克林德男爵。这一系列针对西方人的拳民暴行促使德国与其它七大强国——英、俄、奧、法、美、日结成联盟。当时，在中国的西方士兵数量太少，不足以击败义和团；北京的八国联军官兵总数仅为400余人。而德国在华的主要军事力量为东亚分舰队，它由大巡洋舰奥古斯塔皇后号、汉萨号、赫塔号以及小巡洋舰伊伦娜号、葛冯号和炮舰美洲豹号、鸡貂号所组成。此外，德国还有一个500人的分遣队驻扎在大沽；再结合其它国家的部队，兵力约为2,100人。在英国将军爱德华·霍巴特·西摩尔的率领下，这些人试图攻入北京，但因受到顽强的抵抗而被迫滞留天津。为此，德皇决定派遣远征部队前往中国以增援东亚分舰队。远征部队由沃尔特号及其三艘姊妹舰、六艘巡洋舰、十艘货轮、三艘鱼雷艇和六个海兵营组成，受德国元帅阿尔弗雷德·冯·瓦德西指挥。
7月7日，远征部队司令、海军少将理夏德·冯·盖斯勒报告他的舰只已完成整备，遂于两天后离港。四艘战列舰及通报舰赫拉号穿越威廉皇帝运河，在威廉港驻泊以便与远征部队余部会合。7月11日，这支部队从亚德湾起航驶向中国。它们于7月17－18日在直布罗陀停留加煤，并于7月26－27日通过苏伊士运河。在红海的丕林岛补充更多的燃煤后，编队于8月2日进入印度洋。8月10日，这些舰只抵达锡兰的科伦坡，并于8月14日穿越马六甲海峡。它们于8月18日抵达新加坡，五天后离开，至8月28日来到香港。两天后，远征部队在上海下游带的吴淞口锚区驻泊。沃尔特号从那里被派去掩护德国远征军从大沽口炮台外围登陆。
当德国舰队抵达时，北京的外国公使馆之围已经由八国联军的其他成员部队所解除。沃尔特号遂离开大沽至青岛加煤，然后于10月25日经烟台返回吴淞。在那里，它加入了对长江实施封锁的行动。随着局势日趋平静，四艘勃兰登堡级舰只于1900年末和1901年初被分别送往香港或日本的长崎进行大修；其中沃尔特号是从1900年11月30日至12月底去往长崎。工程完结后，它于12月27日回到吴淞，直到1901年2月18日才再被转移到青岛进行部队训练和炮术操练。该舰随舰队余部于4月和5月都停留在上海。
1901年5月26日，海军部下令将远征部队召回德国。该编队在上海完成物资补给后，于6月1日离开中国海域。它们于6月10日至15日在新加坡停留加煤，然后继续前往科伦坡，并从22日至26日在当地停留。为了抵御季风，远征部队被迫在塞舌尔的马埃岛停靠，以补充更多的燃煤。然后，这些舰只又分别在亚丁和塞德港停留一天作加煤。它们于8月1日抵达加的斯，与第一支队会合，共同驶回德国。两支部队在抵达黑尔戈兰岛后分开，其中远征部队于8月11日回到亚德湾锚地，并受到了时任帝国海军总监、海军上将汉斯·冯·克斯特的迎接。翌日，远征部队就地解散。德国政府最终为此次远征付出了超过一亿马克的代价。

### 1901－1914年

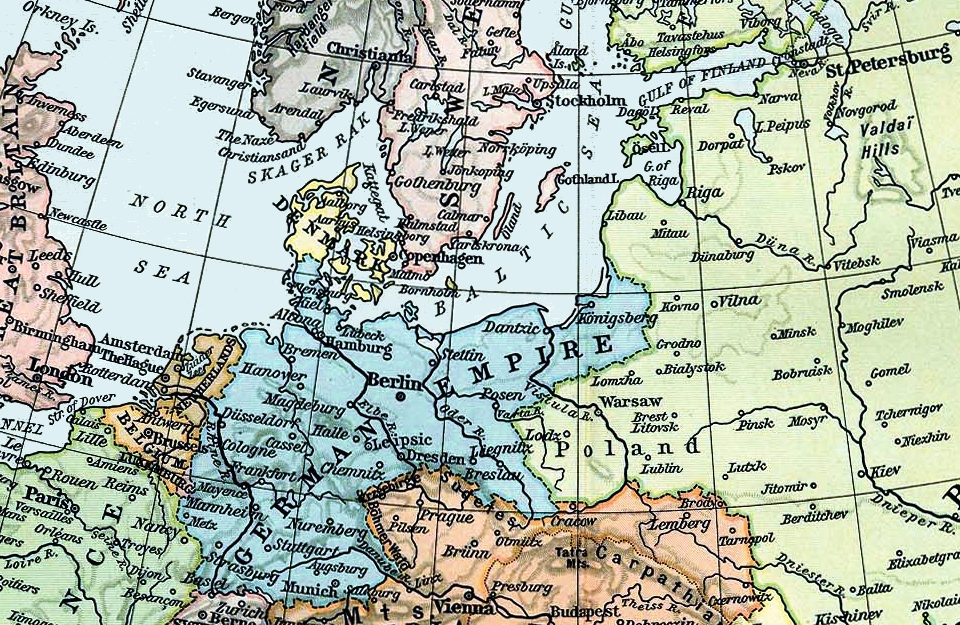
1911年的北海及波罗的海地图

从中国归来后，沃尔特号被送往威廉港帝国船厂的旱坞接受大修，从8月14日持续至17日。然后，它重返舰队参加秋季演习。与此同时，在远征中国之前隶属于第一支队的沃尔特号及其姊妹舰，返回后已被转移至第一分舰队的第二支队。11月24日，沃尔特号停运，以便在威廉港的帝国船厂进行大规模重建，成为同级舰中第一艘开展现代化改造的成员。在此过程中，该舰的艉部舰艛加装了带舷梯的第二座司令塔。其船用锅炉也都换成更新的型号，并降低了舯部舰艛的高度。相关工作一直持续到1903年12月。
完成现代化后，沃尔特号于1904年9月27日重新投运，并被编入至此时已重组为活动战列舰队（Aktive Schlachtflotte）的第二分舰队，在那里接替了老旧岸防舰贝奥武夫号的位置。从9月到12月，它曾临时担任分舰队司令、海军少将阿尔弗雷德·布罗伊辛的旗舰，之后被不伦瑞克号取代。1905年2月16日，沃尔特号在基尔峡湾搁浅。两天后，在丢弃了足够的煤炭和弹药以减轻舰体重量后，它得以脱困。然后驶回基尔进入旱坞，经检查发现底部有轻微的凹陷。另一次事故发生于7月5日，当时S-124号鱼雷艇从沃尔特号的舰艏掠过。战列舰未能及时转向，撞上了鱼雷艇，致使其严重受损。S124号的一个锅炉舱被淹，有3人被锅炉喷出的蒸汽严重灼伤。
1906年7月4日，沃尔特号被转移至北海预备役支队（Reservedivision der Nordsee）。它最初担任该部队的旗舰，但于10月1日被腓特烈·选帝侯号取代。舰只随即退役，其编制亦裁减至仅保留1名维护人员。在接下来的八年中，沃尔特号仅于1910年8月2日至9月13日和次年7月31日至9月15日期间重新启用过两次；两次都是为参加年度秋季演习。它在两次演习中都被编入第三分舰队，并担任分舰队副司令、海军少将海因里希·萨斯的旗舰。该舰于9月15日重回预备役状态，并于一个月后在基尔帝国船厂入坞进行维护，以备将来重新投运。

### 第一次世界大战

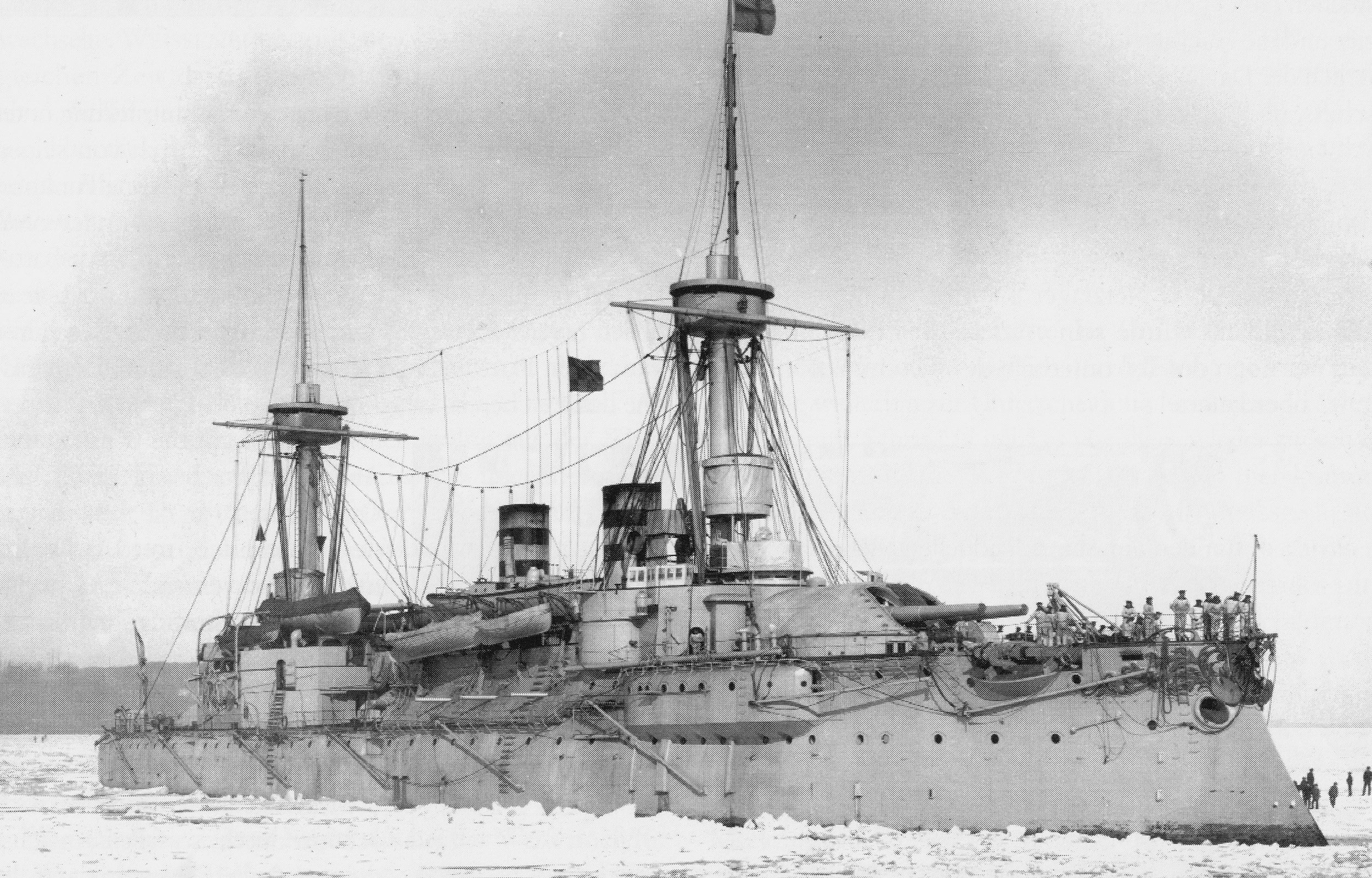
冰面上的沃尔特号

1914年9月15日，即第一次世界大战爆发爆发后不久，沃尔特号被动员至第五分舰队，受海军中将马克斯·冯·格拉波指挥。该部队最初负责在北海担当警戒执勤，以防范英国皇家海军的攻击。从9月19日至26日，沃尔特号随第五分舰队余部向波罗的海东部出击，但没有遭遇任何俄国部队。这些舰只随即返回北海恢复警戒勤务。沃尔特号于1915年1月16日至2月25日期间曾被临时转移至第六分舰队，以加强亚德湾和威悉河口的防御。3月5日，它驶往至基尔，并在当地裁减船员数量。经过短暂的休整，其船员恢复工作，遂连同勃兰登堡号一起被转移到利鲍，进而成为第五分舰队新任司令、海军少将阿尔弗雷德·贝加斯的旗舰。在利鲍，它们被指派前往新近占领的俄国港口担任警备舰。
两艘老旧战列舰最初是驻泊在海港外围以清理残骸。在此期间，它们为俄国新式甘古特级战列舰的预期攻击做好了准备，但攻击并未发生。7月12日，两舰再度裁减船员。至1916年1月15日，第五分舰队解散，贝加斯从沃尔特号撤下他的旗帜。沃尔特号于3月7日离开利鲍，翌日抵达诺伊法瓦泽。3月10日，它在但泽退役，解除船员和火炮作其他用途。它的一些主炮被改装成“选帝侯型”列车炮，至1918年初准备好投入使用。沃尔特号本身则在但泽充当宿营船，直至1918年11月战争结束。1919年5月13日，该舰正式从海军名录中除籍，并被出售报废。它与勃兰登堡号均由总部设于柏林的拆船商“北德地下工程公司”（Norddeutsche Tiefbaugesellschaft）购得；其中沃尔特号原本是要改造成一艘货船，但重建计划未能实现。它最终在但泽拆解报废。